# Domenico Rossi (arhitect)
Domenico Rossi (n. 28 decembrie 1657, Morcote⁠(d), Cantonul Ticino, Elveția – d. 8 martie 1737, Veneția, Republica Veneția) a fost un arhitect de origine elvețiană care a lucrat în principal în Veneția și în regiunea Friuli.

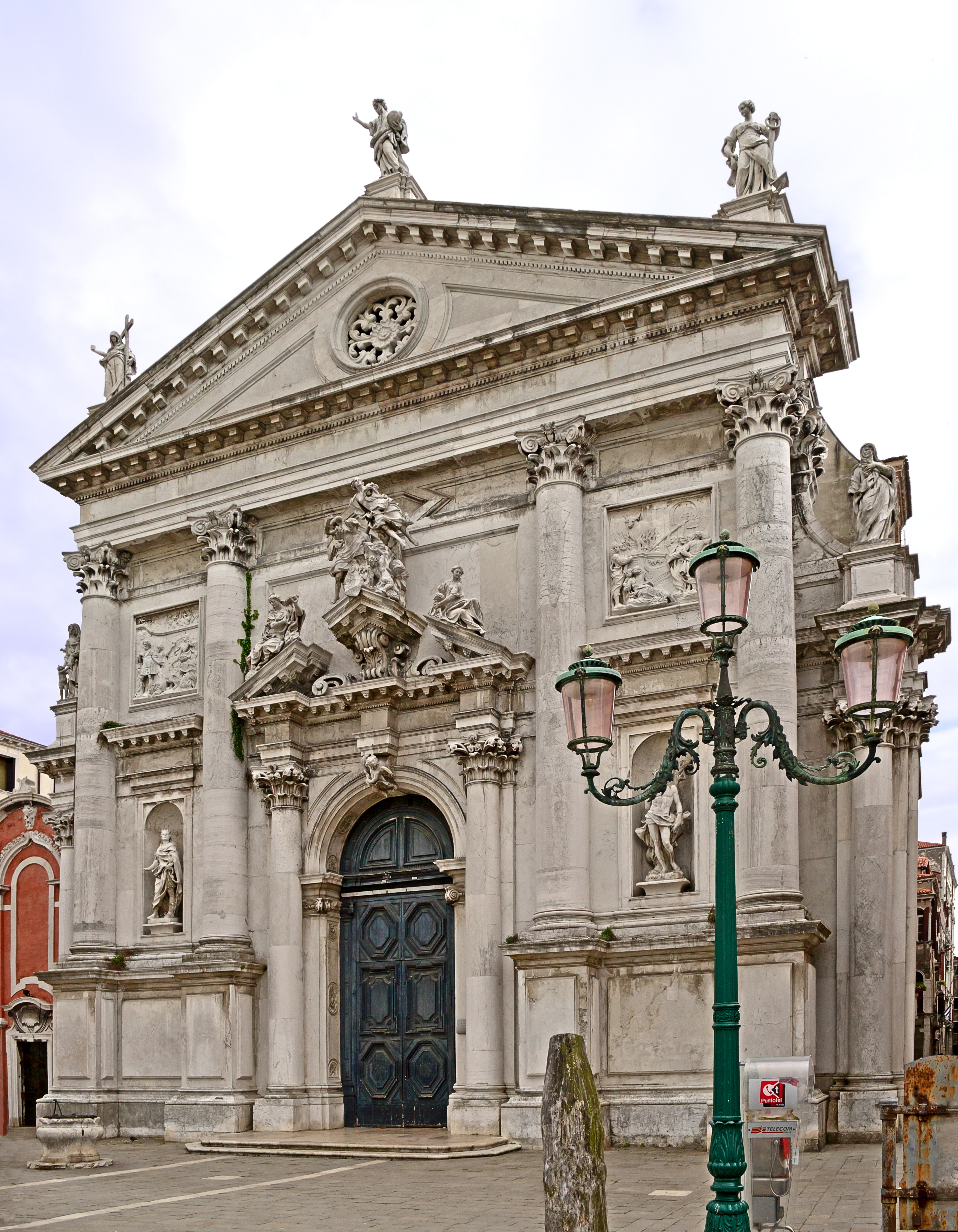
Domenico Rossi: Fațada Bisericii San Stae, Veneția 1709.

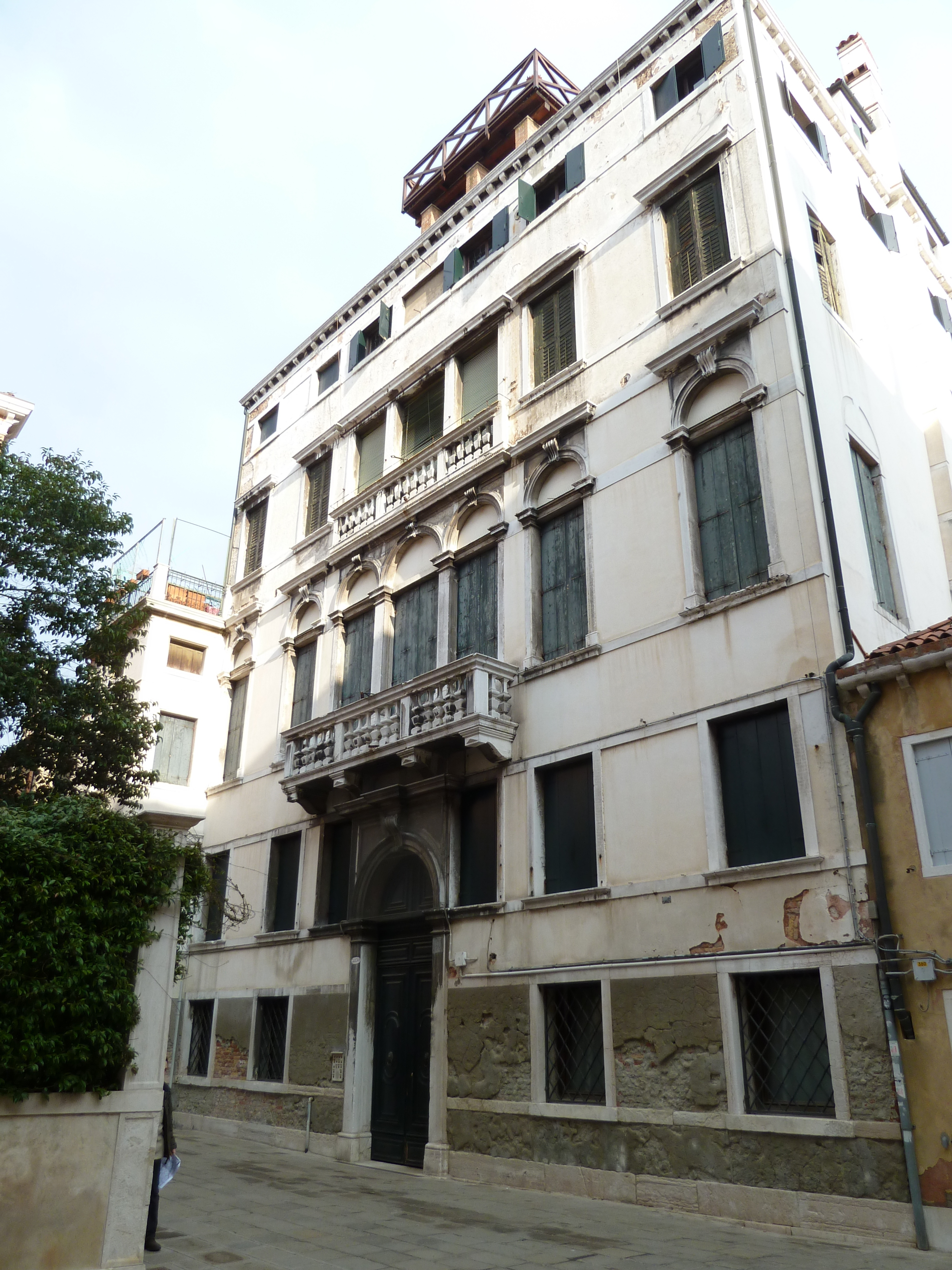
Domenico Rossi: Palazzo Sandi, Veneția 1721.

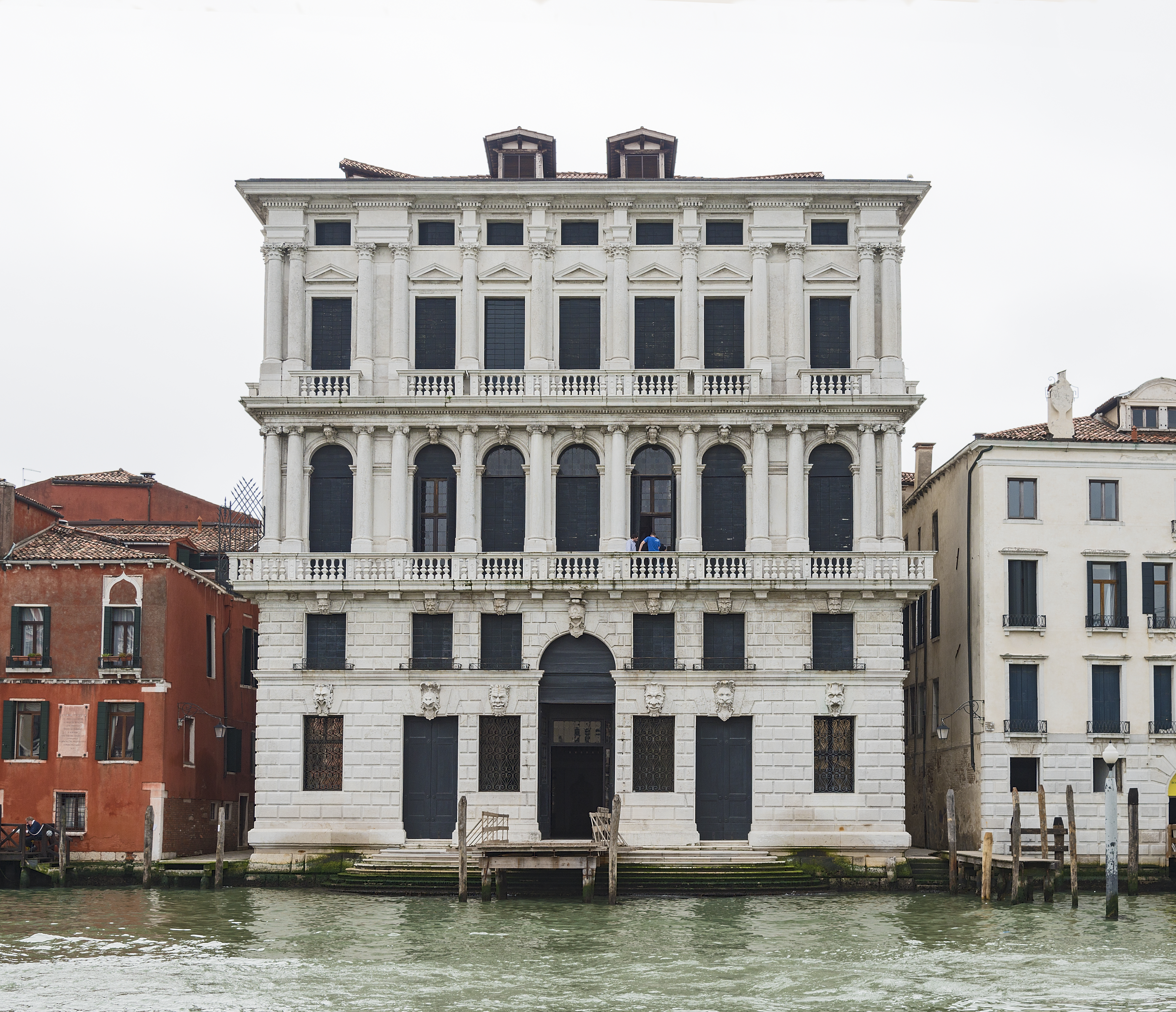
Domenico Rossi: Ca' Corner della Regina, fațada către Marele Canal, Veneția 1724.

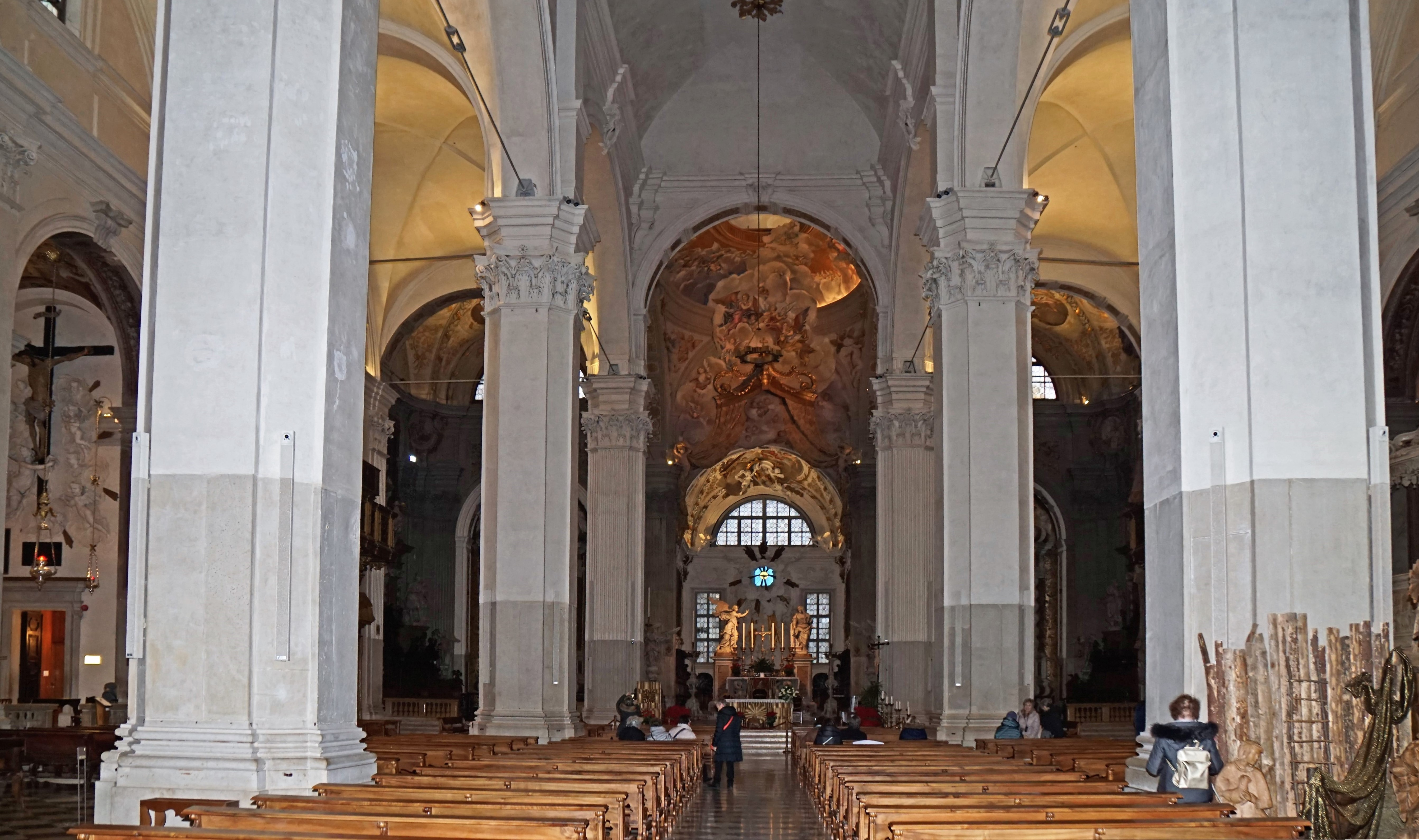
Domenico Rossi: Vedere interioară a Catedralei din Udine

## Biografie

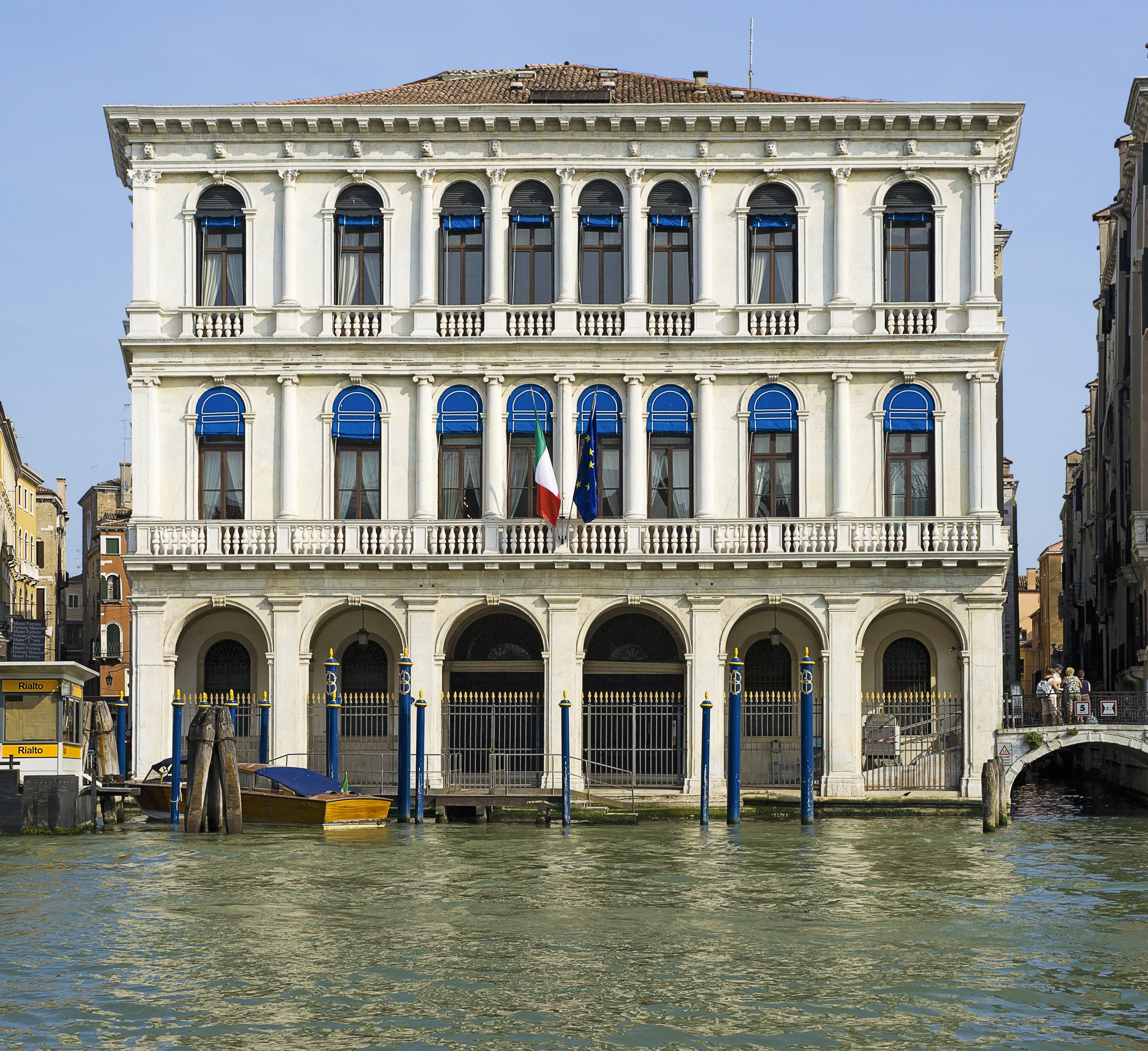
Domenico Rossi: Palazzo Dolfin-Manin, Veneția, 1701.

Domenico era fiul lui Francesco și al soției sale Caterina Sardi. A fost nepotul celebrului arhitect Giuseppe Sardi. Când avea opt ani, s-a mutat la Veneția împreună cu unchii săi materni, Francesco, preot, și Giuseppe, arhitect. Instruit de aceștia în meseria de pietrar, el a câștigat în primul rând experiență pe șantiere sub Alessandro Tremignon (din 1669) și Baldassare Longhena (din 1674). Datorită unui profesor plătit de familia Priuli, a primit o pregătire inițială și a învățat, de asemenea, elementele de bază ale desenului. 
Tommaso Temanza l-a descris ca pe un om care nu era deosebit de cult, dar foarte practic în construcții, foarte orientat spre profit și nerăbdător să stabilească relații care să-l aducă în contact cu posibili patroni. 
În 1684 s-a căsătorit cu Angiola Cavalieri, care i-a dăruit șase copii, Iseppo, Francesco, Caterina, Giovanni, Paolo și Benedetta. Copiii au mers pe urmele tatălui lor: Francesco a fost zidar, Paolo a fost arhitect la Veneția (la fel ca fiul său Filippo), Benedetta s-a căsătorit cu constructorul Sante Trognon, iar Caterina s-a căsătorit cu arhitectul Giovanni Scalfarotto (un unchi al arhitectului Tommaso Temanza). Pentru a câștiga suficienți bani pentru familia sa numeroasă, a început și să facă comerț cu marmură de Carrara și să accepte comenzi pentru construirea de altare din marmură. În 1701 renovat complet Palazzo Dolfin Manin din Sestiere San Marco. 
În 1709 a fost însărcinat să proiecteze fațada bisericii San Stae de pe Marele Canal, caracterizată printr-un amestec de neoclasicism palladian și stil baroc. Fondurile au fost prevăzute în testamentul dogelui Alvise II. Mocenigo, al cărui mormânt se află în biserica San Stae.
În 1713 a fost însărcinat să construiască noua biserică iezuită Santa Maria Assunta din Sestriere Cannaregio, care era în întregime în stil baroc. De asemenea, a efectuat lucrări minore la biserica Santa Maria Formosa (altarele Incurabililor și Santa Barbara). După un interludiu la Ljubljana unde a construit Biserica Mariahilf din 1714 până în 1715, Domenico s-a dedicat construirii a două palate aristocratice. În 1721, Palazzo Sandi a fost construit pe Marele Canal, nu departe de Podul Rialto, ale cărui încăperi de la etajul superior au fost decorate cu fresce de Giovanni Battista Tiepolo în 1724. El a proiectat, de asemenea, palatul Ca' Corner della Regina, construit în 1724 pe Grand Canal în stil neoclasic, care a găzduit anterior arhiva istorică de artă contemporană a Bienalei di Venezia și care aparține acum Fondazione Prada, precum și biserica din Ospedale degli Incurabili. 
Domenico Rossi a proiectat Piazza Quadra pentru Villa Manin de lângă Codroipo, o piață elegantă cu arcade, pentru care s-a inspirat din Piața Sf. Petru din Roma. Una dintre lucrările sale mai mari și mai importante a fost reproiectarea completă a interiorului Catedralei din Udine. 
Domenico Rossi a murit în anul 1737 și fost înmormântat la Veneția în biserica Santa Maria Formosa.